# Али аз-Зубаиди
Али аз-Зубаиди (араб. علي الزبيدي‎, 4 января 1993, Джидда) — саудовский футболист, защитник сборной Саудовской Аравии и клуба «Аль-Ахли» из Джидды.

## Клубная карьера
Али аз-Зубаиди начинал свою профессиональную карьеру футболисту в клубе «Аль-Иттифак». 25 января 2013 года он дебютировал в саудовской Про-лиге, выйдя в основном составе в домашнем поединке против «Аль-Хиляля». 13 февраля того же года аз-Зубаиди впервые забил на высшем уровне, сравняв счёт в гостевой игре с «Аль-Фейсали».
Летом 2013 года Али аз-Зубаиди на правах аренды перешёл в «Аль-Ахли» из Джидды, где стал игроком основного состава. Спустя год он вернулся в «Аль-Иттифак», к тому времени вылетевший в Первый дивизион. В середине 2015 года Али аз-Зубаиди вновь оказался в «Аль-Ахли», на этот раз подписав полноценный контракт. 22 ноября 2015 года он забил первый гол в чемпионате, при этом сделав это в дерби с «Аль-Иттихадом», доведя счёт до разгромного на 83-й минуте.

## Карьера в сборной
9 декабря 2012 года Али аз-Зубаиди дебютировал в составе сборной Саудовской Аравии в матче чемпионата Федерации футбола Западной Азии 2012 года в Кувейте против команды Ирана. Он отыграл также два оставшихся матча саудовцев на этом турнире. Следующий раз аз-Зубаиди появился в составе национальной команды 29 мая 2014 года в товарищеской игре с Грузией, выйдя на замену на 81-й минуте.

## Достижения
«Аль-Ахли»
- Чемпион Саудовской Аравии (1): 2015/16
- Обладатель Саудовского кубка чемпионов (1): 2016